# Cellé
Cellé est une commune française située dans le département de Loir-et-Cher en région Centre-Val de Loire.
Localisée au nord du département, la commune fait partie de la petite région agricole « le Perche vendômois », région naturelle accidentée composée de  vallons, de plateaux, de collines, de crêtes et de vallées. Elle est drainée par la Braye, le Grand Ri, la Gravelle et par divers petits cours d'eau.
L'occupation des sols est marquée par l'importance des espaces agricoles et naturels qui occupent la quasi-totalité du territoire communal. Aucun espace naturel présentant un intérêt patrimonial n'est toutefois recensé sur la commune dans l'inventaire national du patrimoine naturel. En 2010, l'orientation technico-économique de l'agriculture sur la commune est la culture des céréales et des oléoprotéagineux. À l'instar du département qui a vu disparaître le quart de ses exploitations en dix ans, le nombre d'exploitations agricoles a fortement diminué, passant de 30 en 1988, à 11 en 2000, puis à 13 en 2010.
Avec 225 habitants en 2017, la commune fait partie des 52 communes les plus faiblement peuplées de Loir-et-Cher.

## Géographie

### Localisation et communes limitrophes
La commune de Cellé se trouve au nord du département de Loir-et-Cher, dans la petite région agricole du Perche vendômois,. À vol d'oiseau, elle se situe à 49,1 km  de Blois, préfecture du département, à 21,8 km de Vendôme, sous-préfecture, et à 5,3 km de Savigny-sur-Braye, chef-lieu du canton du Perche dont dépend la commune depuis 2015. La commune fait en outre partie du bassin de vie de Saint-Calais.
Les communes les plus proches sont : Bessé-sur-Braye (2,2 km) (Sarthe), Bonneveau (3,4 km), La Chapelle-Huon (3,9 km) (Sarthe), Fontaine-les-Coteaux (5,2 km), Savigny-sur-Braye (5,3 km), Troo (6,2 km), Saint-Gervais-de-Vic (6,7 km) (Sarthe), Saint-Jacques-des-Guérets (6,7 km)  et Lavenay (7,6 km) (Sarthe).

### Paysages et relief
Dans le cadre de la Convention européenne du paysage, adoptée le 20 octobre 2000 et entrée en vigueur en France le 1er juillet 2006, un atlas des paysages de Loir-et-Cher a été élaboré en 2010 par le CAUE de Loir-et-Cher, en collaboration avec la DIREN Centre (devenue DREAL en 2011), partenaire financier. Les paysages du département s'organisent ainsi en huit grands ensembles et 25 unités de paysage,. La commune fait partie de l'unité de paysage de « la vallée de la Braye » dans sa partie nord-ouest, en bordure de la Braye, et du « Perche vendômois », au sein de l'ensemble de paysage du Perche.
Le Perche Vendômois, correspondant à la marge méridionale du Perche, est marqué par un relief moins chahuté que dans le Perche Gouët et est influencé par le Loir dont les affluents tracent de profonds sillons creusés en vallées. Son relief en plateau, prolongeant les plates étendues de la Beauce par-delà le Loir en rive droite, est nettement entaillé par de nombreux affluents qui creusent les argiles et les calcaires tendres pour rejoindre rapidement le Loir. Ces vallées s'orientent globalement selon deux directions principales : une direction nord-est/sud-ouest, qui correspond à l'affluent principal du Loir dans le Perche Vendômois, et une direction nord-ouest/sud-est, partagée par l'ensemble des autres cours d'eau, quasiment parallèles entre eux, la Gouffrande, le Grand Ri, la Boële et le Gratteloup se jetant directement dans le Loir.
La vallée de la Braye, correspondant à la limite ouest du Perche dans le département, suit un axe nord-est/sud-ouest, parallèle à la vallée du Boulon dans le Perche Vendômois. Elle apparaît plutôt régulière, ne présentant pas de boucles et ne formant qu'une légère bifurcation lors de sa rencontre avec le Couëtron. Les coteaux souples s'arrondissent au sommet pour former de petites collines qui animent le paysage de la vallée. Le fond plat, large de 500 à 700 mètres en moyenne, met en évidence leur courbure élégante qui s'accompagne d'un bocage encore régulier, comme à La Courcelle (commune de Savigny-sur-Braye).
L'altitude du territoire communal varie de 73 mètres à 155 mètres,.

### Hydrographie

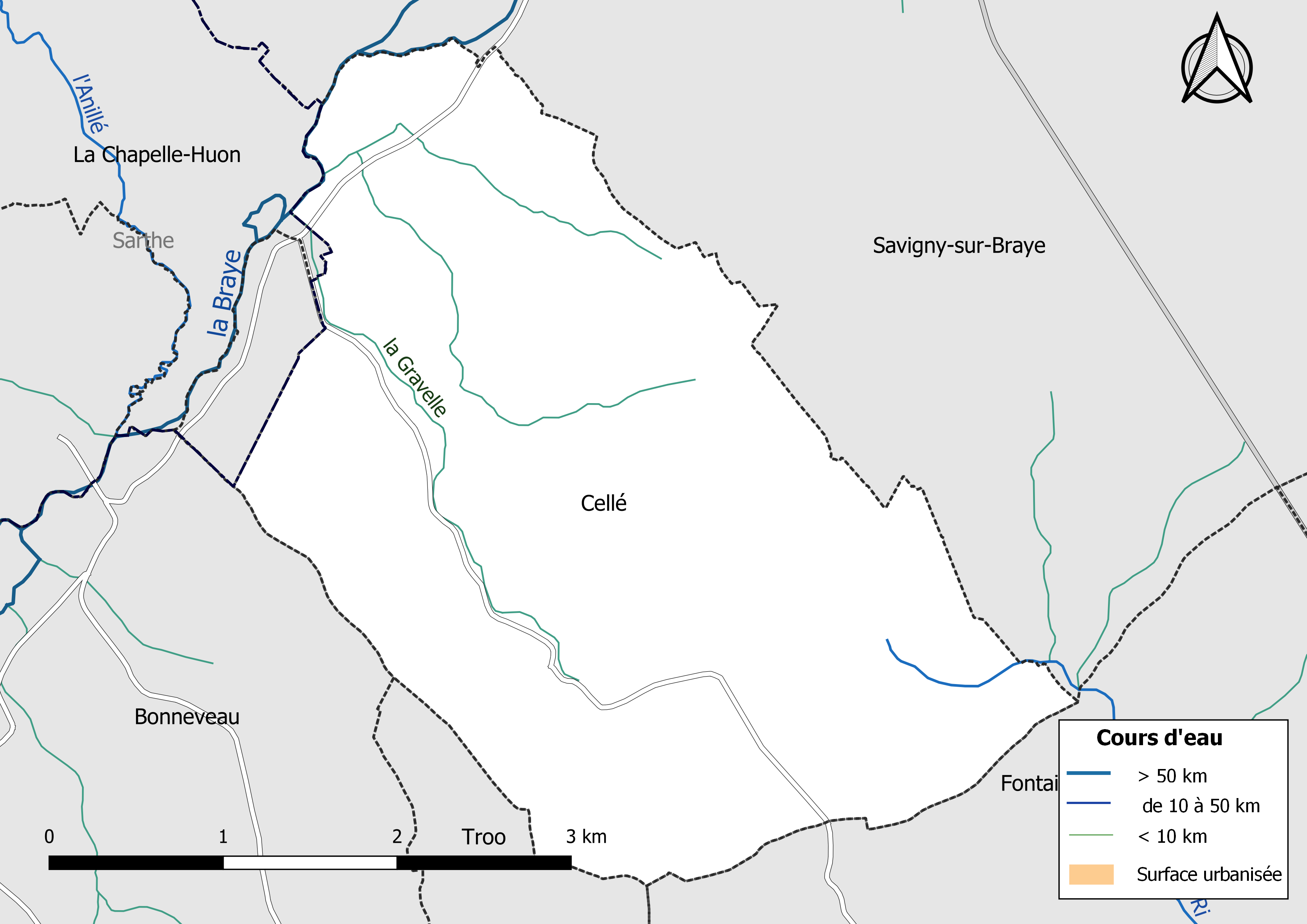
Réseau hydrographique de Cellé.

La commune est drainée par la Braye (0,929 km), le Grand Ri (0,942 km), la Gravelle et par divers petits cours d'eau, constituant un réseau hydrographique de 10,44 km de longueur totale.
La Braye, longeant le territoire communal sur sa limite nord-ouest, a une longueur totale de 75,1 km. Il prend sa source dans la commune de Ceton et se jette  dans le Loir à Vallée-de-Ronsard, après avoir traversé 24 communes.
Le Grand Ri traverse la commune en s'écoulant du nord au sud. D'une longueur totale de 10,1 km, il prend sa source dans la commune et se jette  dans un bras du Loir à Montoire-sur-le-Loir (Loir-et-Cher), après avoir traversé 4 communes.
Sur le plan piscicole, ces cours d'eau sont classés en deuxième catégorie, où le peuplement piscicole dominant est constitué de poissons blancs (cyprinidés) et de carnassiers (brochet, sandre et perche).

### Climat
Pour des articles plus généraux, voir Climat du Centre-Val de Loire et Climat de Loir-et-Cher.
En 2010, le climat de la commune est de type climat océanique dégradé des plaines du Centre et du Nord, selon une étude du CNRS s'appuyant sur une série de données couvrant la période 1971-2000. En 2020, Météo-France publie une typologie des climats de la France métropolitaine dans laquelle la commune est exposée à un climat océanique altéré et est dans la région climatique Moyenne vallée de la Loire, caractérisée par une bonne insolation (1 850 h/an) et un été peu pluvieux.
Pour la période 1971-2000, la température annuelle moyenne est de 11 °C, avec une amplitude thermique annuelle de 14,5 °C. Le cumul annuel moyen de précipitations est de 739 mm, avec 12,1 jours de précipitations en janvier et 7,3 jours en juillet. Pour la période 1991-2020, la température moyenne annuelle observée sur la station météorologique de Météo-France la plus proche, sur la commune de Choue à 21 km à vol d'oiseau, est de 11,9 °C et le cumul annuel moyen de précipitations est de 645,6 mm,. Pour l'avenir, les paramètres climatiques de la commune estimés pour 2050 selon différents scénarios d'émission de gaz à effet de serre sont consultables sur un site dédié publié par Météo-France en novembre 2022.

### Milieux naturels et biodiversité
Aucun espace naturel présentant un intérêt patrimonial n'est recensé sur la commune dans l'inventaire national du patrimoine naturel,,.

## Urbanisme

### Typologie
Au 1er janvier 2024, Cellé est catégorisée commune rurale à habitat très dispersé, selon la nouvelle grille communale de densité à sept niveaux définie par l'Insee en 2022.
Elle est située hors unité urbaine et hors attraction des villes,.

### Occupation des sols
L'occupation des sols est marquée par l'importance des espaces agricoles et naturels (100 %). La répartition détaillée ressortant de la base de données européenne d'occupation biophysique des sols Corine Land Cover millésimée 2012 est la suivante : 
terres arables (73,4 %), 
zones agricoles hétérogènes (20,7 %), 

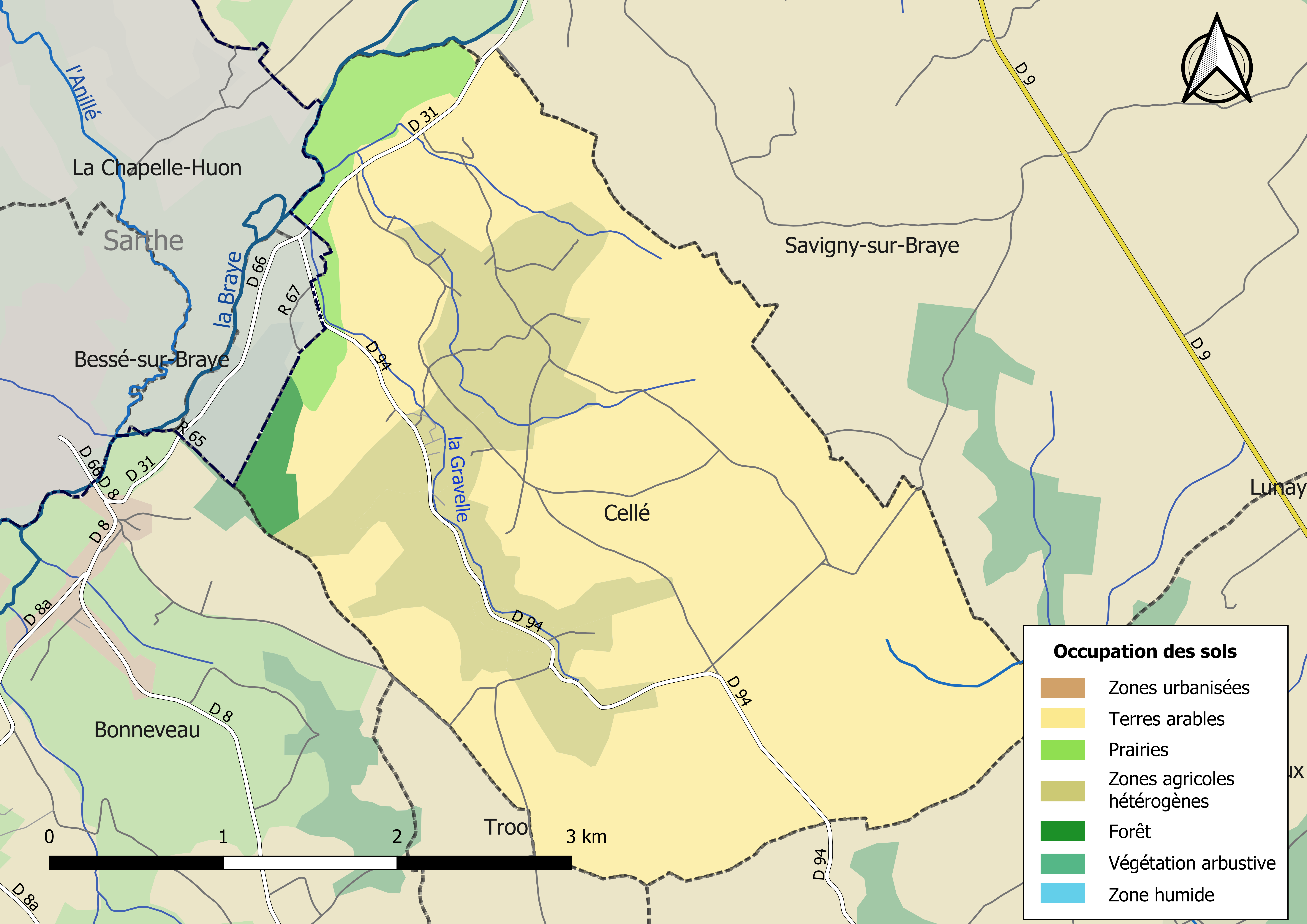
Carte des infrastructures et de l'occupation des sols de la commune en 2018 (CLC).

prairies (4,5 %), 
forêts (1,4 %).

### Planification
La loi SRU du 13 décembre 2000 a incité fortement les communes à se regrouper au sein d'un établissement public, pour déterminer les partis d'aménagement de l'espace au sein d'un SCoT, un document essentiel d'orientation stratégique des politiques publiques à une grande échelle. La commune est dans le territoire du  SCOT des Territoires du Grand Vendômois, approuvé en 2006 et dont la révision a été prescrite en 2017, pour tenir compte de l'élargissement de périmètre,.
En matière de planification, la commune disposait en 2017 d'une carte communale approuvée.

### Habitat et logement
Le tableau ci-dessous présente la typologie des logements à Cellé en 2016 en comparaison avec celle du Loir-et-Cher et de la France entière. Une caractéristique marquante du parc de logements est ainsi une proportion de résidences secondaires et logements occasionnels (12,8 %) inférieure à celle du département (18 %) mais supérieure à celle de la France entière (9,6 %). Concernant le statut d'occupation de ces logements, 84,8 % des habitants de la commune sont propriétaires de leur logement (87,5 % en 2011), contre 68,1 % pour le Loir-et-Cher et 57,6 pour la France entière.
|                                                         | Cellé | Loir-et-Cher | France entière |
| ------------------------------------------------------- | ----- | ------------ | -------------- |
| Résidences principales (en %)                           | 76,4  | 74,5         | 82,3           |
| Résidences secondaires et logements occasionnels (en %) | 12,8  | 18           | 9,6            |
| Logements vacants (en %)                                | 10,8  | 7,5          | 8,1            |

### Risques majeurs

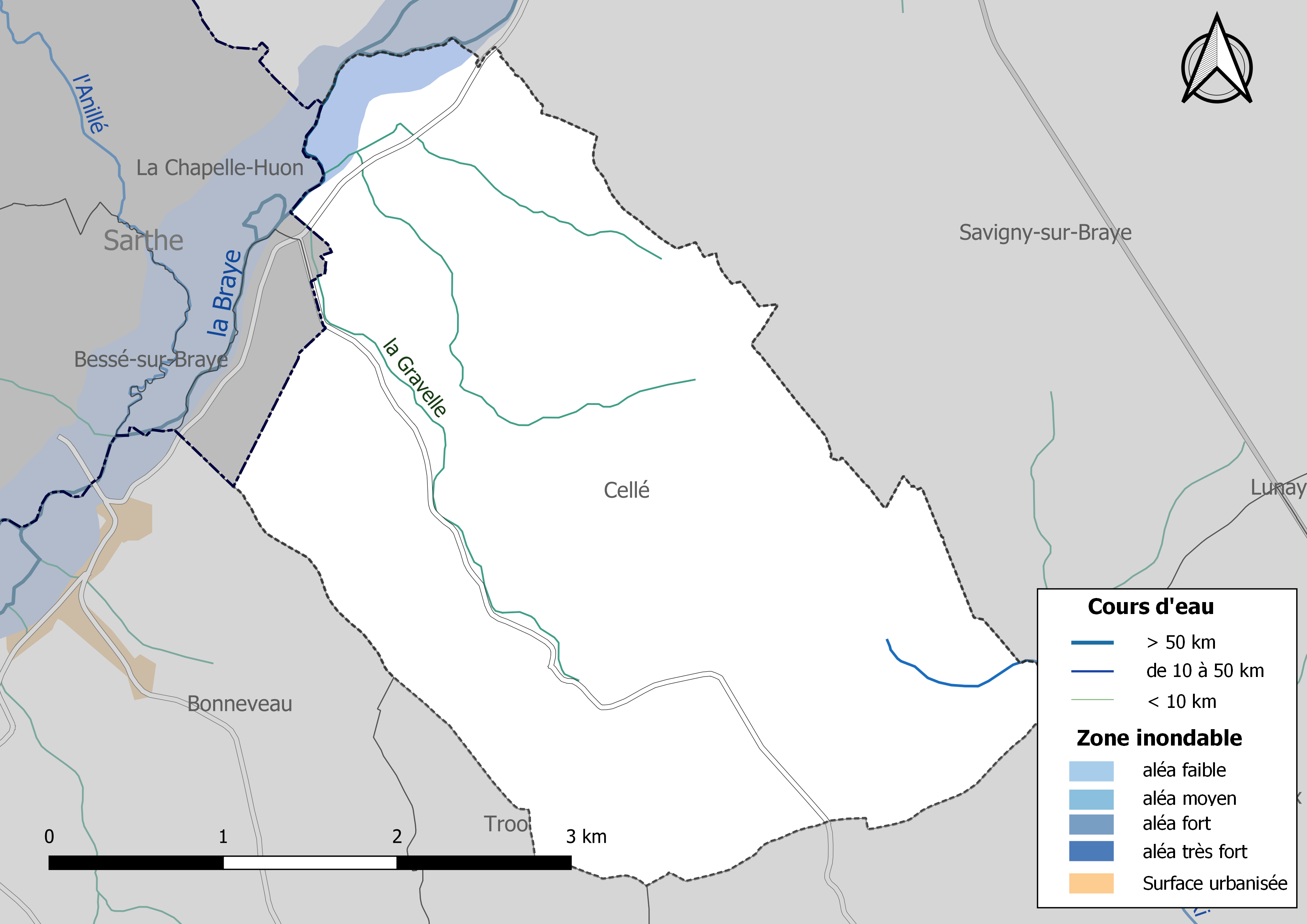
Zones inondables de la commune de Cellé.

Le territoire communal de Cellé est vulnérable à différents aléas naturels : inondations (par débordement de la Braye ou par ruissellement), climatiques (hiver exceptionnel ou canicule), mouvements de terrains ou sismique (sismicité très faible),.
Les mouvements de terrains susceptibles de se produire sur la commune sont soit liés au retrait-gonflement des argiles, soit des chutes de blocs, soit des glissements de terrains, soit des effondrements liés à des cavités souterraines. Le phénomène de retrait-gonflement des argiles est la conséquence d'un changement d'humidité des sols argileux. Les argiles sont capables de fixer l'eau disponible mais aussi de la perdre en se rétractant en cas de sécheresse. Ce phénomène peut provoquer des dégâts très importants sur les constructions (fissures, déformations des ouvertures) pouvant rendre inhabitables certains locaux. La carte de zonage de cet aléa peut être consultée sur le site de l'observatoire national des risques naturels Georisques. Une autre carte permet de prendre connaissance des cavités souterraines localisées sur la commune.
L'inventaire des crues historiques en France établi par Maurice Campion en 1864 ne mentionne pas la Braye. L'atlas des zones inondables de la Braye élaboré en mai 2007 s'est donc appuyé sur les relevés hydrométriques existants depuis la mise en place d'échelles de crues. Le débit de la crue de référence varie ainsi entre 140 et 320 m3/s selon les sections.

## Politique et administration

### Découpage territorial
La commune de Cellé est membre de la communauté d'agglomération Territoires Vendômois, un établissement public de coopération intercommunale (EPCI) à fiscalité propre créé le 1er janvier 2017.
Elle est rattachée sur le plan administratif à l'arrondissement de Vendôme, au département de Loir-et-Cher et à la région Centre-Val de Loire, en tant que circonscriptions administratives. Sur le plan électoral, elle est rattachée au canton du Perche depuis 2015 pour l'élection des conseillers départementaux et à la Troisième circonscription de Loir-et-Cher pour les élections législatives.

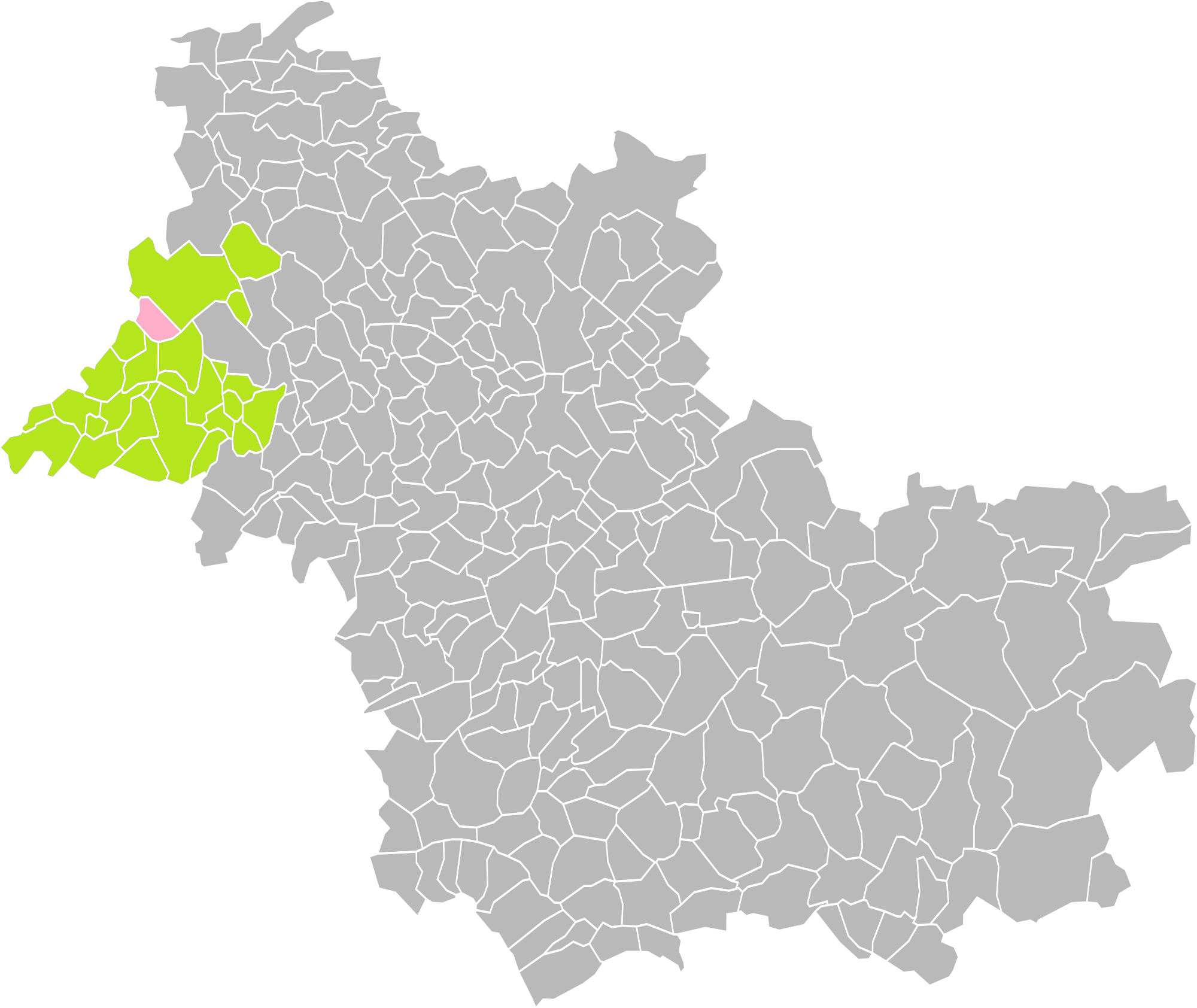
Cellé dans l'intercommunalité en 2016.
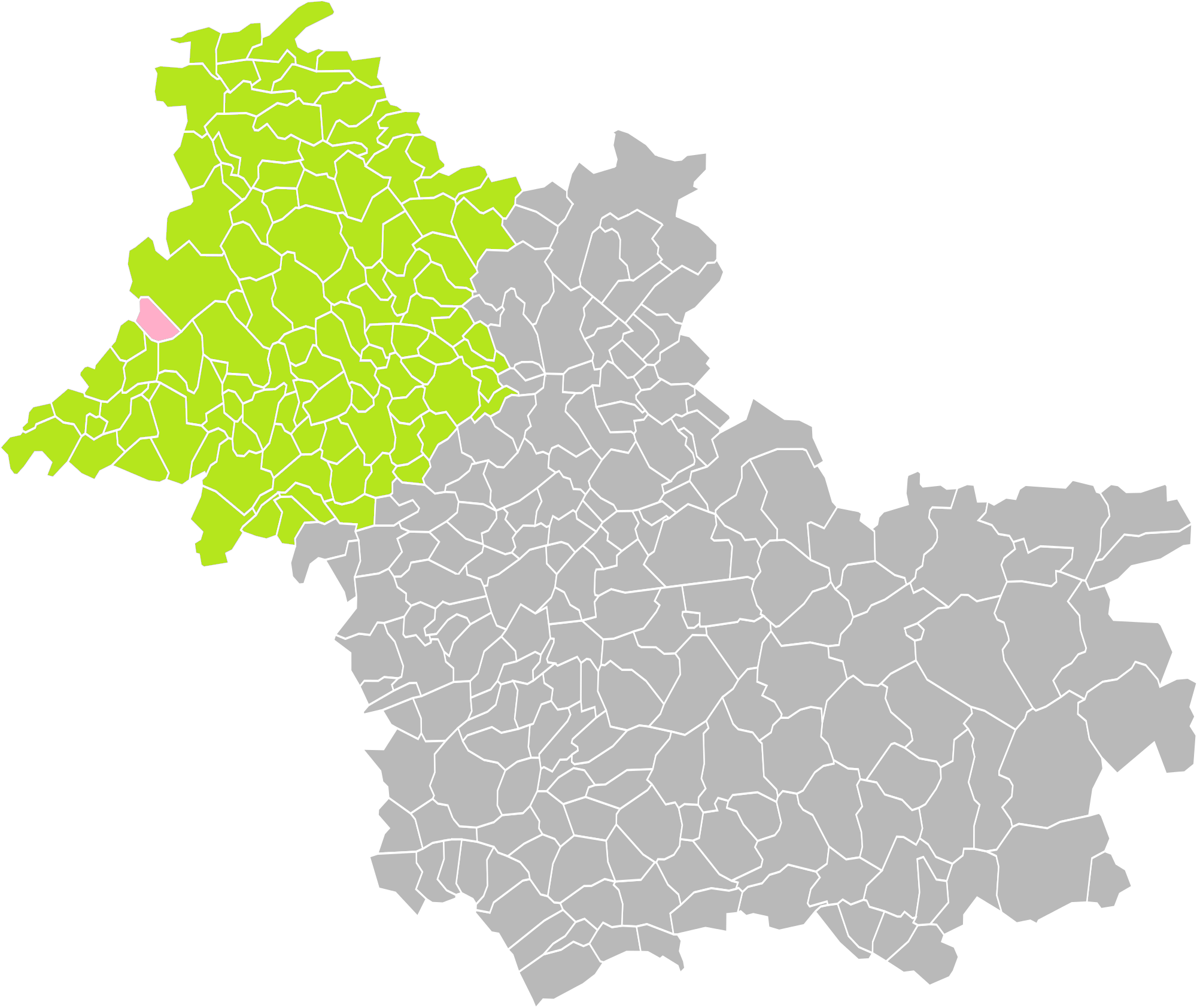
Cellé dans l'arrondissement de Vendôme en 2016.
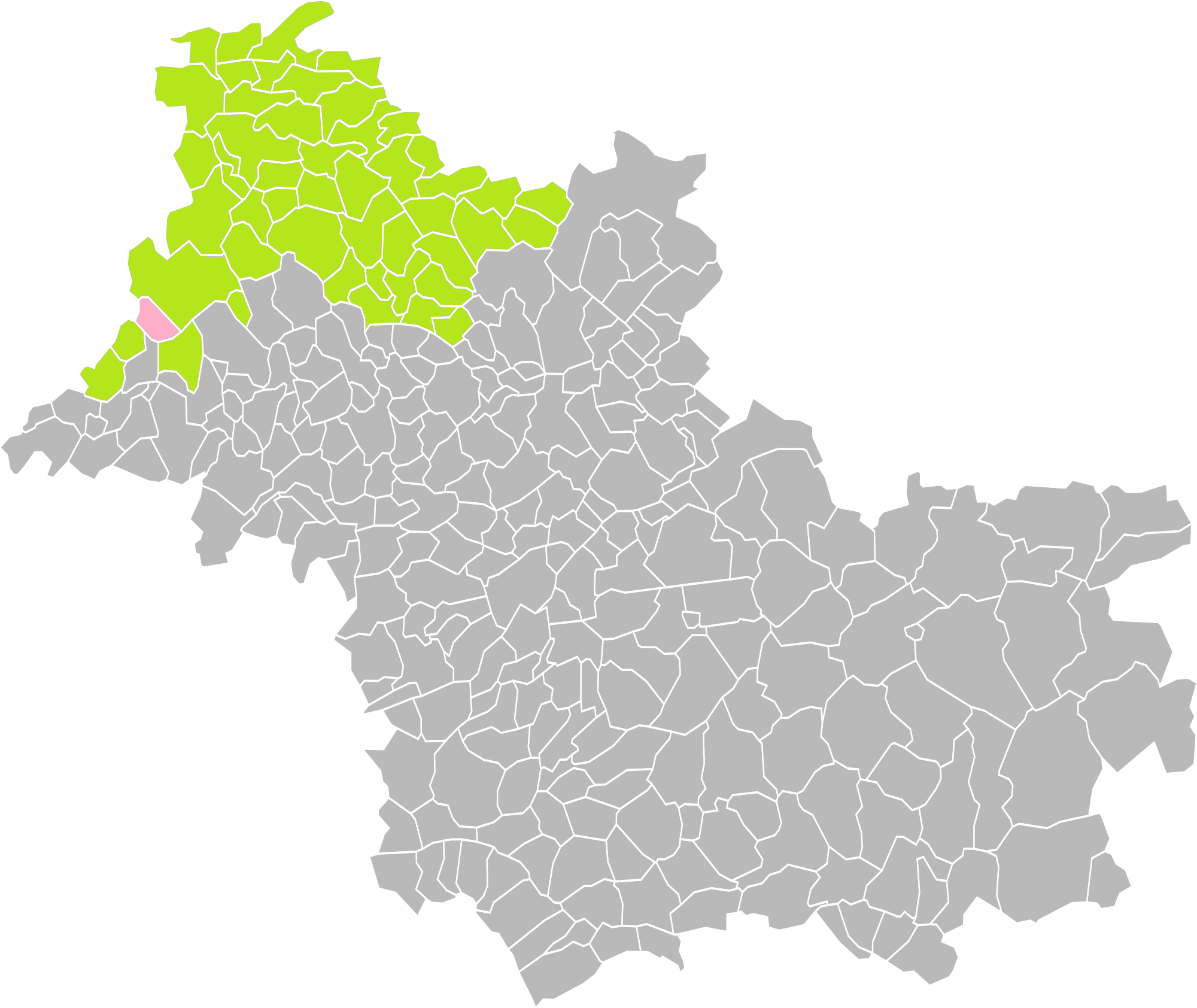
Cellé dans le canton du Perche en 2016.

### Politique et administration municipale

#### Conseil municipal et maire
Le conseil municipal de Cellé, commune de moins de 1 000 habitants, est élu au scrutin majoritaire plurinominal avec liste ouvertes et panachage. Le maire, à la fois agent de l'État et exécutif de la commune en tant que collectivité territoriale, est élu par le conseil municipal au scrutin secret lors de la première réunion du conseil suivant les élections municipales, pour un mandat de six ans, c'est-à-dire pour la durée du mandat du conseil.

## Équipements et services

### Eau et assainissement
L'organisation de la distribution de l'eau potable, de la collecte et du traitement des eaux usées et pluviales relève des communes. La compétence eau et assainissement des communes est un service public industriel et commercial (SPIC).

#### Alimentation en eau potable
Le service d'eau potable comporte trois grandes étapes : le captage, la potabilisation et la distribution d'une eau potable conforme aux normes de qualité fixées pour protéger la santé humaine. En 2019, la commune assure elle-même le service en régie.

#### Assainissement des eaux usées
En 2019, la commune de Cellé gère le service d'assainissement collectif en régie directe, c'est-à-dire avec ses propres personnels, avec le statut de régie à autonomie financière.
Une station de traitement des eaux usées est en service au 1er janvier 2019 sur le territoire communal : 
« Les Bordes », un équipement utilisant la technique du lagunage naturel, dont la capacité est de 180 EH, mis en service le 1er juin 1987.
L'assainissement non collectif (ANC) désigne les installations individuelles de traitement des eaux domestiques qui ne sont pas desservies par un réseau public de collecte des eaux usées et qui doivent en conséquence traiter elles-mêmes leurs eaux usées avant de les rejeter dans le milieu naturel. La communauté d'agglomération Territoires Vendômois assure pour le compte de la commune le service public d'assainissement non collectif (SPANC), qui a pour mission de vérifier la bonne exécution des travaux de réalisation et de réhabilitation, ainsi que le bon fonctionnement et l'entretien des installations.

### Sécurité, justice et secours
La sécurité de la commune est assurée par la brigade de gendarmerie de Savigny-sur-Braye qui dépend du groupement de gendarmerie départementale de Loir-et-Cher installé à Blois.
En matière de justice, Cellé relève du conseil de prud'hommes de Blois, de la Cour d'appel d'Orléans (juridiction de Blois), de la Cour d'assises de Loir-et-Cher, du tribunal administratif de Blois, du tribunal de commerce de Blois et du tribunal judiciaire de Blois.

## Histoire

### Révolution française et Empire

#### Nouvelle organisation territoriale
Le décret de l'Assemblée nationale du 12 novembre 1789 décrète qu'« il y aura une municipalité dans chaque ville, bourg, paroisse ou communauté de campagne », mais ce n'est qu'avec le décret de la Convention nationale du 10 brumaire an II (31 octobre 1793) que la paroisse de Cellé devient formellement « commune de Cellé »,.
En 1790, dans le cadre de la création des départements, la municipalité est rattachée au canton de Savigny et au district de Mondoubleau. Les cantons sont supprimés, en tant que découpage administratif, par une loi du 26 juin 1793, et ne conservent qu'un rôle électoral, permettant l'élection des électeurs du second degré chargés de désigner les députés,. La Constitution du 5 fructidor an III, appliquée à partir de vendémiaire an IV (1795) supprime les districts, considérés comme des rouages administratifs liés à la Terreur, mais maintient les cantons qui acquièrent dès lors plus d'importance en retrouvant une fonction administrative. Enfin, sous le Consulat, un redécoupage territorial visant à réduire le nombre de justices de paix ramène le nombre de cantons en Loir-et-Cher de 33 à 24. Cellé est alors rattachée au canton de Savigny et à l'arrondissement de Vendôme par arrêté du 5 vendémiaire an X (26 septembre 1801),,. Cette organisation va rester inchangée pendant près de 150 ans.

## Politique et administration
| Période     | Maire                                     |
| ----------- | ----------------------------------------- |
| 1791-1792   | Gabriel Baron                             |
| 1792-1792   | N. Cullerier                              |
| 1792-1806   | Jacques Marie Berger de Beauvalon         |
| 1806-1815   | Charles Pierre Duhamel de la Blanchetière |
| 1815-1815   | Étienne André Launay                      |
| 1815-1816   | Louis Guillaume                           |
| 1816-1840   | Étienne André Launay                      |
| 1840-1867   | François Guillaume                        |
| 1867-1888   | Jacques Claude Sallier                    |
| 1888-1935   | Réné François de Chauvigny                |
| 1935-1958   | Gustave Frain                             |
| 1958-1995   | René Dubois                               |
| 1995-2001   | Patricia Porte Brault                     |
| 2001-2008   | Claudie Guillonneau                       |
| Depuis 2008 | Jean-Claude Gerbaud                       |

## Population et société

### Démographie

#### Évolution démographique
L'évolution du nombre d'habitants est connue à travers les recensements de la population effectués dans la commune depuis 1793. Pour les communes de moins de 10 000 habitants, une enquête de recensement portant sur toute la population est réalisée tous les cinq ans, les populations de référence des années intermédiaires étant quant à elles estimées par interpolation ou extrapolation. Pour la commune, le premier recensement exhaustif entrant dans le cadre du nouveau dispositif a été réalisé en 2007.

En 2022, la commune comptait 225 habitants, en évolution de −2,17 % par rapport à 2016 (Loir-et-Cher : −1,15 %, France hors Mayotte : +2,11 %).
| 1793 | 1800 | 1806 | 1821 | 1831 | 1836 | 1841 | 1846 | 1851 |
| ---- | ---- | ---- | ---- | ---- | ---- | ---- | ---- | ---- |
| 445  | 462  | 479  | 479  | 510  | 503  | 505  | 460  | 452  |

| 1856 | 1861 | 1866 | 1872 | 1876 | 1881 | 1886 | 1891 | 1896 |
| ---- | ---- | ---- | ---- | ---- | ---- | ---- | ---- | ---- |
| 448  | 429  | 430  | 424  | 407  | 389  | 391  | 422  | 399  |

| 1901 | 1906 | 1911 | 1921 | 1926 | 1931 | 1936 | 1946 | 1954 |
| ---- | ---- | ---- | ---- | ---- | ---- | ---- | ---- | ---- |
| 413  | 392  | 379  | 363  | 345  | 322  | 327  | 322  | 345  |

| 1962 | 1968 | 1975 | 1982 | 1990 | 1999 | 2006 | 2007 | 2012 |
| ---- | ---- | ---- | ---- | ---- | ---- | ---- | ---- | ---- |
| 331  | 301  | 244  | 250  | 261  | 270  | 258  | 256  | 244  |

| 2017 | 2022 | - | - | - | - | - | - | - |
| ---- | ---- | - | - | - | - | - | - | - |
| 225  | 225  | - | - | - | - | - | - | - |

#### Pyramide des âges
La population de la commune est relativement âgée.
En 2018, le taux de personnes d'un âge inférieur à 30 ans s'élève à 22,5 %, soit en dessous de la moyenne départementale (31,3 %). À l'inverse, le taux de personnes d'âge supérieur à 60 ans est de 39,0 % la même année, alors qu'il est de 31,6 % au niveau départemental.
En 2018, la commune comptait 115 hommes pour 109 femmes, soit un taux de 51,34 % d'hommes, largement supérieur au taux départemental (48,55 %).
Les pyramides des âges de la commune et du département s'établissent comme suit.
| Hommes | Classe d’âge | Femmes |
| ------ | ------------ | ------ |
| 0,9    | 90 ou +      | 1,9    |
| 15,6   | 75-89 ans    | 14,8   |
| 20,9   | 60-74 ans    | 24,0   |
| 20,7   | 45-59 ans    | 23,9   |
| 18,0   | 30-44 ans    | 14,5   |
| 11,1   | 15-29 ans    | 4,6    |
| 12,8   | 0-14 ans     | 16,3   |

| Hommes | Classe d’âge | Femmes |
| ------ | ------------ | ------ |
| 1,1    | 90 ou +      | 2,6    |
| 9,2    | 75-89 ans    | 11,9   |
| 19,7   | 60-74 ans    | 20,4   |
| 20,7   | 45-59 ans    | 20     |
| 16,5   | 30-44 ans    | 16,2   |
| 15,2   | 15-29 ans    | 13,2   |
| 17,6   | 0-14 ans     | 15,7   |

## Économie

### Secteurs d'activité
Le tableau ci-dessous détaille le nombre d'entreprises implantées à Cellé selon leur secteur d'activité et le nombre de leurs salariés :
|                                                              | total | % com (% dep) | 0 salarié | 1 à 9 salarié(s) | 10 à 19 salariés | 20 à 49 salariés | 50 salariés ou plus |
| ------------------------------------------------------------ | ----- | ------------- | --------- | ---------------- | ---------------- | ---------------- | ------------------- |
| Ensemble                                                     | 20    | 100,0 (100)   | 13        | 7                | 0                | 0                | 0                   |
| Agriculture, sylviculture et pêche                           | 9     | 45,0 (11,8)   | 6         | 3                | 0                | 0                | 0                   |
| Industrie                                                    | 2     | 10,0 (6,5)    | 1         | 1                | 0                | 0                | 0                   |
| Construction                                                 | 1     | 5,0 (10,3)    | 1         | 0                | 0                | 0                | 0                   |
| Commerce, transports, services divers                        | 7     | 35,0 (57,9)   | 5         | 2                | 0                | 0                | 0                   |
| dont commerce et réparation automobile                       | 0     | 0,0 (17,5)    | 0         | 0                | 0                | 0                | 0                   |
| Administration publique, enseignement, santé, action sociale | 1     | 5,0 (13,5)    | 0         | 1                | 0                | 0                | 0                   |
| Champ : ensemble des activités.                              |       |               |           |                  |                  |                  |                     |

Le secteur agricole est important puisqu'il représente 45 % du nombre d'entreprises de la commune (9 sur 20), contre 11,8 % au niveau départemental. 
Sur les 20 entreprises implantées à Cellé en 2016, 13 ne font appel à aucun salarié et 7 comptent 1 à 9 salariés.
Au 1er juillet 2017, la commune est classée en zone de revitalisation rurale (ZRR), un dispositif visant à aider le développement des territoires ruraux principalement à travers des mesures fiscales et sociales. Des mesures spécifiques en faveur du développement économique s'y appliquent également

### Agriculture
En 2010, l'orientation technico-économique de l'agriculture sur la commune est la polyculture et le polyélevage. Le département a perdu près d'un quart de ses exploitations en 10 ans, entre 2000 et 2010 (c'est le département de la région Centre-Val de Loire qui en compte le moins). Cette tendance se retrouve également au niveau de la commune où le nombre d'exploitations est passé de 17 en 1988 à 11 en 2000 puis à 13 en 2010. Parallèlement, la taille de ces exploitations augmente, passant de 61 ha en 1988 à 105 ha en 2010. 
Le tableau ci-dessous présente les principales caractéristiques des exploitations agricoles de Cellé, observées sur une période de 22 ans : 
|                                      | 1988                 | 2000                 | 2010                 |
| Dimension économique                 | Dimension économique | Dimension économique | Dimension économique |
| ------------------------------------ | -------------------- | -------------------- | -------------------- |
| Nombre d'exploitations (u)           | 17                   | 11                   | 13                   |
| Travail (UTA)                        | 31                   | 17                   | 19                   |
| Surface agricole utilisée (ha)       | 1 031                | 1 269                | 1 362                |
| Cultures                             |                      |                      |                      |
| Terres labourables (ha)              | 841                  | 1 126                | 1 149                |
| Céréales (ha)                        | 475                  | 657                  | 611                  |
| dont blé tendre (ha)                 | 304                  | 507                  | 450                  |
| dont maïs-grain et maïs-semence (ha) | 101                  | 83                   | s                    |
| Tournesol (ha)                       | 101                  | s                    | s                    |
| Colza et navette (ha)                | 29                   | 163                  | s                    |
| Élevage                              |                      |                      |                      |
| Cheptel (UGBTA)                      | 995                  | 729                  | 811                  |

.

#### Produits labellisés

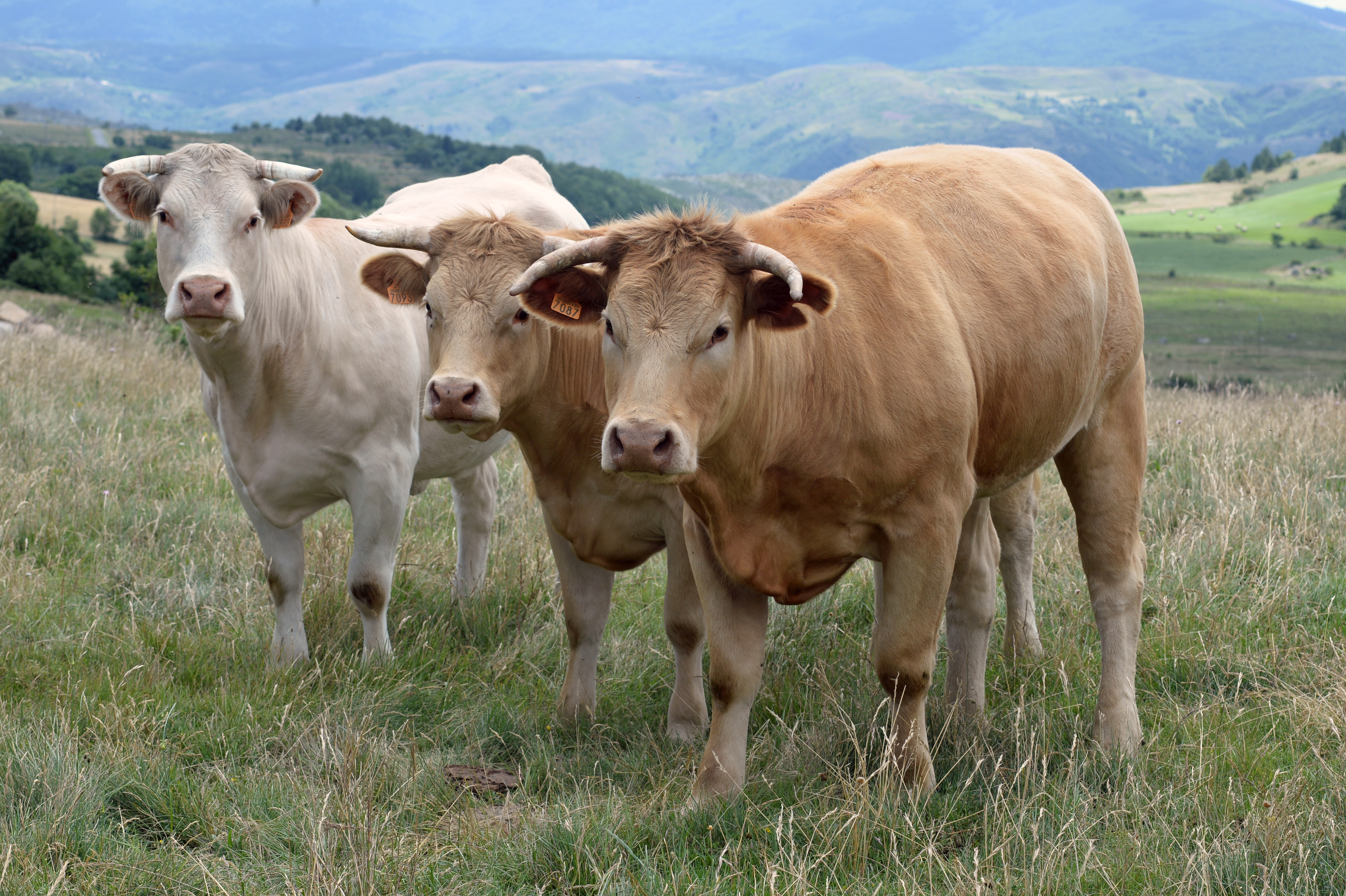
Bœuf du Maine.

Le territoire de la commune est intégré aux aires de productions de divers produits bénéficiant d'une indication géographique protégée (IGP) : le bœuf du Maine, les porcs de la Sarthe, le vin Val-de-loire, les volailles de Loué, les volailles de l’Orléanais, les volailles du Maine et les œufs de Loué,.

## Culture locale et patrimoine

### Lieux et monuments
- Château de La Massuère du XVIe siècle.
- Château de Chauvigny du XIXe siècle.
- Église Notre-Dame, incendiée en 1616, effondrée en 1833 puis reconstruite.

#### Personnalités liées à la commune
- Joël Jouanneau (1946-), dramaturge et metteur en scène de théâtre, né à Cellé

### Héraldique
Tiercé en bande de sable, de vair et d'hermine.
Ce sont les armes du Prieuré de Cellé. (Armorial d'Hozier - 1696).